# Tesla Model 3
De Tesla Model 3 is een elektrische compacte sedan ontworpen en geproduceerd door Tesla, Inc. Hij werd gelanceerd op 31 maart 2016, is sinds juli 2017 leverbaar in de Verenigde Staten en kwam begin 2019 in Europa op de markt.
De nu leverbare modellen hebben een acceleratie van 0 tot 100 km/h in 3,4, (3.9 LRAwd+), 4,1 en 5,1 seconden en een actieradius van 409, 530 tot 560 km (WLTP). De Model 3 weegt 1.611 kg tot 1.847 kg en heeft een 'frunk' (front-loading trunk, bagageruimte voorin) waar in fossiele auto's vaak de motor zit. Er zullen ook langzamere modellen beschikbaar komen en versies met kleinere accu's. De Model 3 kan beschikken over twee elektromotoren waarmee hij vierwielaandrijving heeft (Long Range en Performance versie) of één motor waardoor hij achterwielaandrijving heeft (Standaard Range-versie). Hij beschikt over een glazen dak en Autopilot-apparatuur om onder toezicht van de bestuurder veel taken van het rijden zelf te kunnen uitvoeren. De auto kan geopend worden via een RFID card. Ook ontgrendelt de auto wanneer een aan de auto gekoppelde mobiele telefoon in de buurt van de auto is. De "summon"-functie maakt het mogelijk om de auto met de smartphone op te roepen of bijvoorbeeld zelfstandig te laten parkeren. Er zijn versies beschikbaar met een vermogen van 211 kW (287 pk) tot 340 kW (463 pk).
| Versie              | Aandrijving                | Vermogen        | WLTP Bereik |
| ------------------- | -------------------------- | --------------- | ----------- |
| Standard Range Plus | Achterwielaandrijving      | 211 kW (287 pk) | 409 km      |
| Long Range          | Dual Motor All-Wheel Drive | 258 kW (351 pk) | 560 km      |
| Performance         | Dual Motor All-Wheel Drive | 340 kW (463 pk) | 530 km      |

Het eerste voertuig van dit model kwam in juli 2017 uit de fabriek. Binnen enkele dagen na de lancering kreeg Tesla 232.000 bestellingen.  De bestellingen van de eerste dagen vertegenwoordigen een totale waarde van $8 miljard. De kopers betaalden $1000 aan, maar als ze besluiten de auto niet te kopen krijgen ze deze aanbetaling terug.
De Model 3 voor de Amerikaanse en Europese markt wordt in de Tesla-fabriek in Fremont (Californië) geproduceerd. In China wordt de Model 3 sinds eind 2019 in Gigafactory 3 geproduceerd.

## Tijdlijn

### 2017
Het initiële ontwerp van de Tesla Model 3 werd onthuld op 31 maart 2016 tijdens het Model 3 evenement. Tesla beloonde trouwe klanten en werknemers met voorrang bij de aankoop van de Model 3. Huidige Tesla-eigenaren kregen, na de werknemers, maar vóór het grote publiek, de kans om het nieuwe model te reserveren. Deze strategie werd ingezet als blijk van waardering voor de bijdrage aan de ontwikkeling van de Model 3.
De eerste 30 units van de Model 3 zijn geleverd aan werknemers van Tesla. De levering aan normale klanten begon eind 2017. Er waren na de onthulling van de Model 3 zo'n 500.000 reserveringen gedaan, toentertijd was dit 6 maal zoveel als de totale productie van Tesla in 2016.

### 2023
Op 1 september 2023 maakte Tesla bekend dat er een vernieuwde versie van de Tesla Model 3, deze versie zou een aantal verbetering met zich mee brengen waaronder een groter rijbereik, lagere productiekosten, technische verbeteringen en een vernieuwd in- en exterieur. Deze vernieuwde versie gaat genoemd onder de codenaam "Highland".

#### Interieur
Het interieur kreeg onder andere een 8 inch touchscreen achterin, geventileerde voorstoelen, een verbeterd audiosysteem, aanpasbare sfeerverlichting en een nieuw stuurwiel zonder richtingaanwijzer en versnellingshendels. Het touchscreen achter in het voertuig en het stuur zonder hendels zijn veranderingen die eerder werden doorgevoerd bij de Model S en X.

#### Prestaties
De vering en carrosseriestijfheid zijn verbeterd. Hierdoor rijdt de Model 3 comfortabeler over hobbelige wegen, zonder in te leveren op een sportief en responsief rijgedrag. Ook is het bereik toegenomen door een verbetering in de aerodynamica van het voertuig en optimalisatie van de energie-efficiënte. Hierdoor is het rijbereik met ongeveer 10% toegenomen.